# Mustafa II.

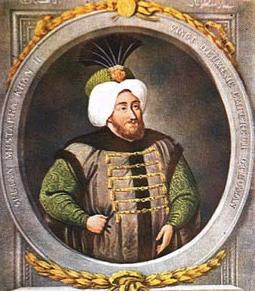
Sultan Mustafa II.

Mustafa II. (geboren 6. Februar 1664; gestorben 1704) war von 1695 bis 1703 Sultan des Osmanischen Reiches. Er war ein Sohn Mehmeds IV. und der Emetullah (Gülnusch).
Mustafa versuchte, das Vordringen der Habsburger in sein Reich zu verhindern und Ungarn zurückzuerobern, jedoch wurde sein Heer 1697 in der Schlacht bei Zenta von Prinz Eugen vernichtend geschlagen. 1699 schloss er daraufhin den Frieden von Karlowitz, in dem Ungarn und Transsylvanien an Österreich fielen, die Morea an die Republik Venedig und Podolien an Polen. Während seiner Regierungszeit gelang es Peter I. 1697 auch die Festung Asow am Schwarzen Meer zu erobern.
1703 wurde Mustafa II. von den Janitscharen abgesetzt und sein Bruder Ahmed III. zum neuen Sultan ernannt.

## Museale Rezeption
Im Heeresgeschichtlichen Museum in Wien ist das Siegel Mustafas II. ausgestellt. Es handelt sich dabei um eine Messingpetschaft mit spitzovaler Siegelfläche (19 × 26 mm) mit dem Wortlaut „Mustafa, Sohn des Mehmed Han, immer siegreich“, darunter das Jahr der Thronbesteigung „1106 (der Hedschra)“ (nach der christlichen Zeitrechnung das Jahr 1695). Das Siegel des Sultans ist zusammen mit einem zweiten Siegel eines gewissen Ismail und einem rotseidenen, goldbestickten Säckchen zu sehen. Das Siegel war im Feldzug von 1697 (Großer Türkenkrieg) – wie in der türkischen Armee üblich – dem Oberbefehlshaber Großwesir Elmas Mehmed Pasa übergeben worden, der es ständig bei sich zu tragen hatte. Der Großwesir wurde in der Schlacht bei Zenta getötet, das Siegel von Prinz Eugen von Savoyen erbeutet, dieser übergab es als Trophäe Kaiser Leopold I., in weiterer Folge wurde es von der kaiserlich-königlichen Schatzkammer dem Heeresmuseum übergeben.